# 9405 Johnratje
9405 Johnratje este un asteroid din centura principală, descoperit pe 27 noiembrie 1994, de Takao Kobayashi.